# Infectia
Infectia, Josephine, es un personaje que aparece en el Universo de Marvel Comics. Ella era un mutante con la habilidad de percibir la estructura molecular de los seres vivientes e inducir mutaciones en ellos alterando su composición genética. Típicamente manifiesta su poder, besando a su objetivo.
Originalmente, aparece como adversaria del Factor X. Infectia desea tomar control de la nave de control del Factor X, seduciendo y controlando los poderes de Iceman con los suyos. Bestia frustra su plan cuando interceptó el beso destinado para Iceman. El beso dejó a Bestia comatoso, y cuando se recuperó recobró su inteligencia (la cual Apocalipsis había logrado disminuir) y su pelaje azul.
Ella luego se enmendó con Bestia antes de morir por el virus Legacy.
- Datos: Q2721160